# ラ・トゥール＝ドーヴェルニュ
ラ・トゥール＝ドーヴェルニュ （La Tour-d'Auvergne）は、フランス、オーヴェルニュ＝ローヌ＝アルプ地域圏、ピュイ＝ド＝ドーム県のコミューン。

## 地理

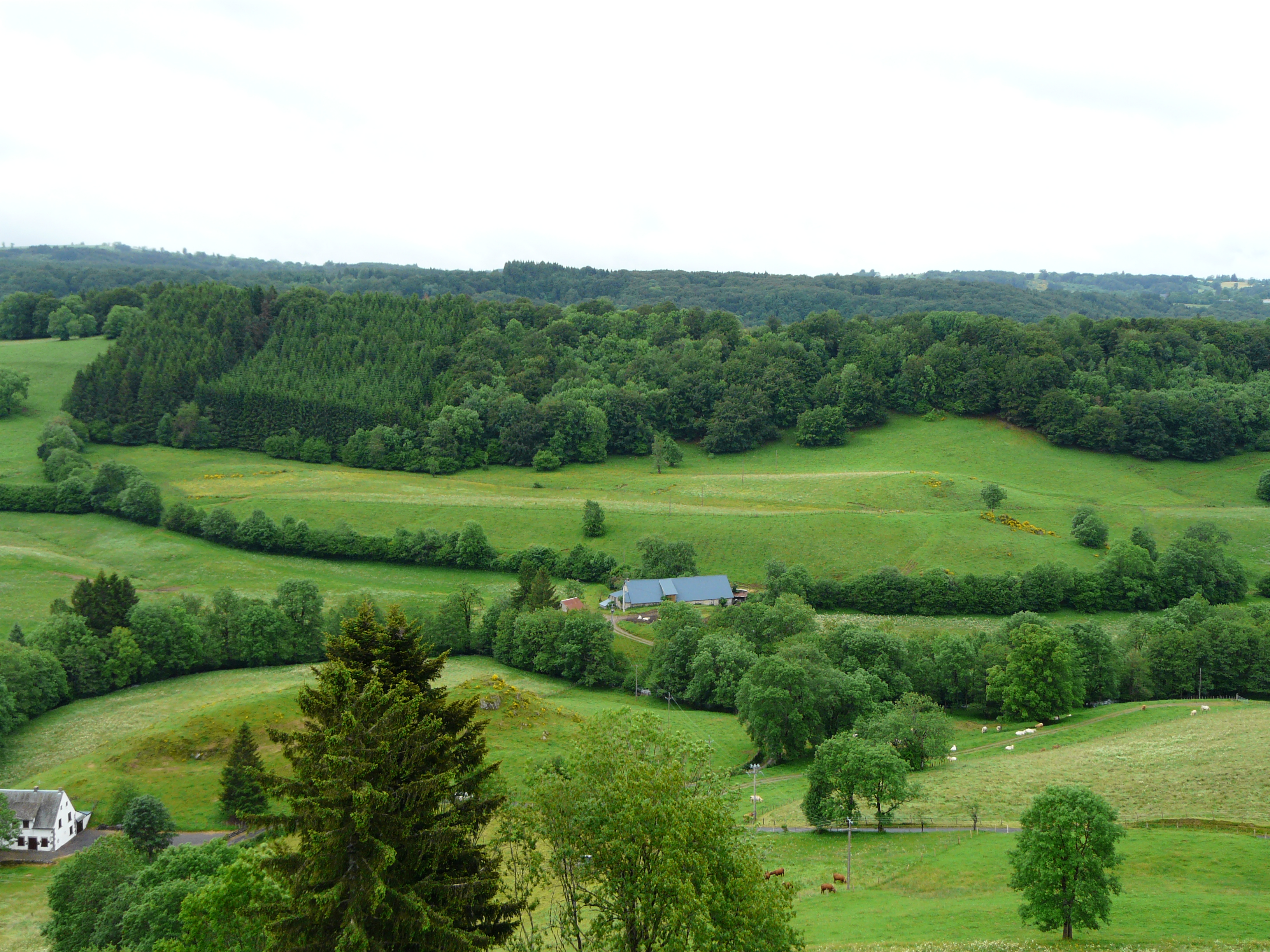
ビュランド谷

ラ・トゥール＝ドーヴェルニュはピュイ・ド・サンシーの西側斜面、平均標高は約1000mの地点に位置する。県の南西部にあたる。
クレルモン＝フェランから60km離れており、県道203号線が横切る。203号線はA89と県道2089号線と接続し、ベス＝エ＝サンタナステーズおよびイソワールとつながる。カンタル山地と南側のタランテーズ川に挟まれたアルタンス高原に伸び、西のコレーズ川とアヴェーズ渓谷の間にはボール・レゾルグ・ダムがあり、北はラ・ブルブールおよびモン・ドールの氷河谷があり、東はピュイ・ド・サンシー山地である。
ラ・トゥール＝ドーヴェルニュは、25万年以上前のピュイ・ド・サンシーの火山流の残りである、玄武岩の露頭を基盤としてできた非常に古い村である。村は天然の岬状の岩に腰掛け、ビュランド川および支流のビュランドゥ川に挟まれた谷の中にある。

## 歴史

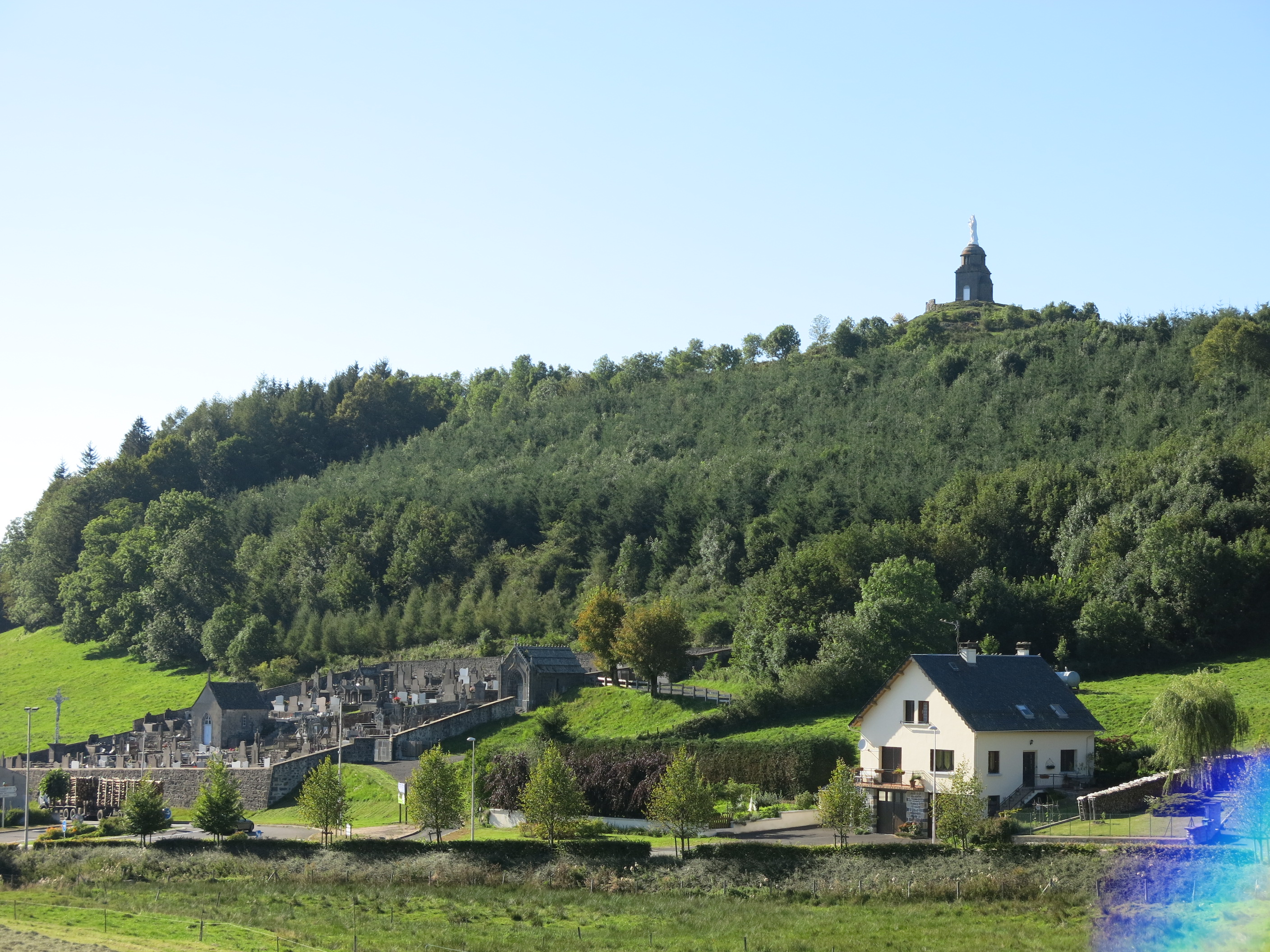
ナジーの丘

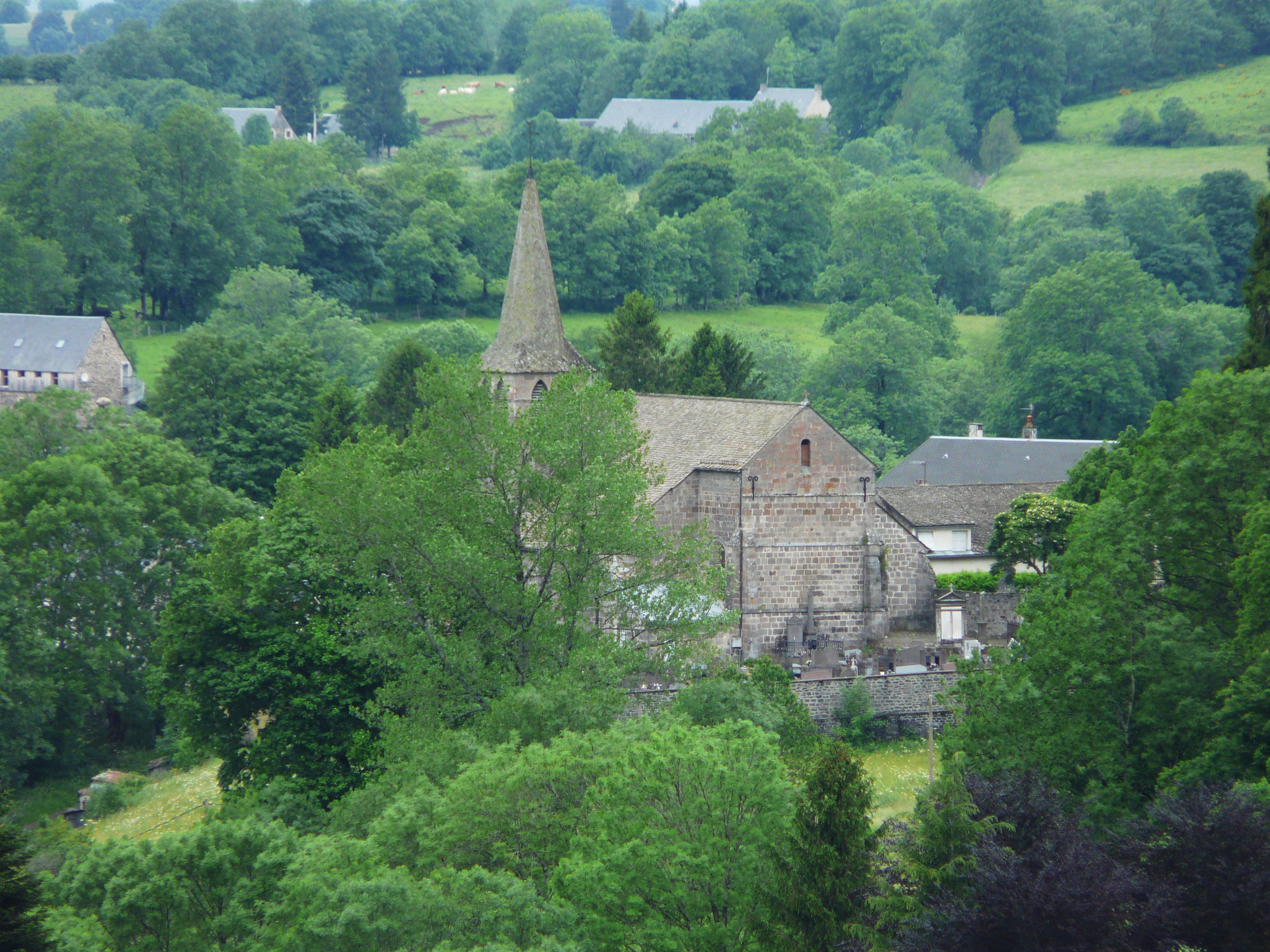
サン・パルドゥー教会

ラ・トゥール＝ドーヴェルニュの名はフランス中で知られている。ラ・トゥール・ドーヴェルニュ家とその輝かしい成員のおかげである。
ローマ時代、監視塔は敵の侵入を防ぐためにそこに築かれた。この塔が建てられたことで村の名が決まった。領域はむしろ居心地が悪く、往来に不便であり、ラ・ブルブールとモン・ドールにあったローマ式浴場の近さを考慮すれば、既に人が移り住んでいただろう。ポン・ド・ラ・ピエール（石の橋）という土地には、ローマ時代の橋のアーチ部分が残っているが、これはローマの街道が近くを通っていたことを示す。
中世、ナジーの丘の上の塔、コミューンのサン・ドナにあるユサマ地区ではヴァイキング襲来を警告していた。ヴァイキングたちはタランテーヌ川をさかのぼり、さらに内陸に入って略奪や殺人をはたらいた。
10世紀、このラ・トゥールの土地は、ギュイエンヌ公（アキテーヌ公）の家臣であるオーヴェルニュ伯家に属していた。それにもかかわらず、歴代の伯爵たちは多かれ少なかれ自治を持っていた。一般的には、950年代にジェローが初代のラ・トゥール男爵になったとみなされている。父であるオーヴェルニュ伯ベルナール2世がポワティエ伯ギヨーム3世によって領地を没収されたとき、ジェローは一族とともにこの地に避難してきた。標高の高い部分はほぼ難攻不落の要塞によって守られ、年間を通じて往来が困難であり、ラ・トゥールは避難所であり強力な男爵領の本拠地を提供していた。敬虔な領主たちは、宗教団体内における生活を終わらせ、ラ・トゥールの男爵たちはますます強大になっていった。彼らはフランス歴代の非の打ち所のない王たちに仕え、浮き沈みがあったにもかかわらず生き残った。
第1回十字軍から帰還した騎士の一人、ベルトラン1世は12世紀にポン・ヴューという土地（現在のトーヴ）に騎士たちのコマンドリーを建設した。そしてサン・ドナのラ・ヴァサンという土地には、ベネディクト会派の女子修道院を建てた。
聖地での第3回十字軍から戻ると、ベルトラン2世はフランス王フィリップ2世より家紋にde Franceと付ける栄誉を得た。ラ・トゥール家の紋章の原型には、『ギュールズ、2つの窓と3つの銃眼、入り口を備えた銀の塔』が描かれていた。その後フルール・ド・リスが導入され、紋章には『青地に黄金のフルール・ド・リス、入り口と窓と銃眼を備えた銀の塔』が描かれた。
同じ頃、ラ・トゥール男爵家はオーヴェルニュの有力家系やフランス王家との結婚によって同盟関係を結んだ。彼らは領地の影響力を拡大し、その名と領地によって、フランス中部の最も強力な家系の一つとなった。
むしろ簡素で住民に思いやりのあったラ・トゥール家は、ベス、サン・タマン・タランドといった都市に憲章を授け、またはオルセの町には自治と人々に権限を与えた。
1280年代、王室に非常に近い関係だったが、都市や意思決定の機関から孤立しており、男爵たちはラ・トゥールの山城を離れサン＝サテュルナンへ移り住んだ。
王国が分割され、裏切りによって国が腐敗すると、ラ・トゥールの男爵たちは忠誠の誓いに背くことなく、百年戦争の全ての戦場でフランス王とともに戦った。彼らはオーヴェルニュで領地を荒らしまわっていた、グランド・カンパニーと呼ばれた傭兵集団を追放した。
1389年、ベルトラン4世とマリー・ドーヴェルニュ（ブローニュ伯でもあった）の結婚は、オーヴェルニュ家にラ・トゥール男爵領をもたらした。この結婚が寄与したものは、財産や名声の面で非常に貴重であった。ラ・トゥール男爵は、『ラ・トゥール・ドーヴェルニュ男爵、そしてオーヴェルニュおよびブローニュ伯』となった。1480年代、ベルトラン6世はヴィック＝ル＝コントにフランシスコ会派修道院を建てた。
ベルトラン6世の子ジャン3世は、父親の領地を継がせる女子をもうけただけだった。娘たちの1人、マドレーヌは、1518年にウルビーノ公ロレンツォ2世・デ・メディチと結婚した。2人の間に生まれた唯一の子が、フランス王妃にして3人のフランス王たちの母となったカトリーヌ・ド・メディシスである。カトリーヌの娘で王妃マルゴと呼ばれたマルグリット・ド・ヴァロワは、母の婚姻契約に盛り込まれた代用を主張し、投獄と裁判に費やした長い年月の後、かつてのラ・トゥール男爵領の一部を最終的に与えられた。そのうちの1つラ・トゥール城を1606年よりマルグリットは所有した。彼女の資産の後ろ盾とすべく、マルグリットは未来のルイ13世を、ラ・トゥール・ドーヴェルニュ男爵領の唯一の相続人に指定した。
しかし、カトリーヌ・ド・メディシスの陰謀とあくなき野望のために、何世紀にもわたって蓄えられた物品は散逸し、支配者が個人的な借財の返済にあてるために使われていた。ルイ14世は、フレデリック・モーリス・ド・ラ・トゥール・ドーヴェルニュ（大テュレンヌの兄）が治め、フランスと国境を接するブイヨン公領の土地と交換するため、ラ・トゥールの土地を利用した。男爵領の残りは、15世紀に相続権の請求の代用として掘り出され、強力な法廷闘争となり、債権者と債務者の間で激しく争われた。

## 人口統計
| 1962年 | 1968年 | 1975年 | 1982年 | 1990年 | 1999年 | 2006年 | 2012年 |
| ------ | ------ | ------ | ------ | ------ | ------ | ------ | ------ |
| 1093   | 1025   | 858    | 824    | 778    | 719    | 670    | 655    |

source=1999年までLdh/EHESS/Cassini、2004年以降INSEE

## 史跡
- 城 - 11世紀、ローマ時代の塔があった敷地に建設。ルイ13世時代に破壊が命じられ、現在は存在しない。
- ナジーの丘 - 不治の病に苦しんでいたサン・パルドゥー（ラ・トゥールの西1kmほどの集落）の住民が、完治したならば聖母に捧げる礼拝堂を建てると誓いをたてた。奇跡が起きると、19世紀に小さな礼拝堂が建てられた。